# Tercja pikardyjska
Tercja pikardyjska – podwyższona o pół tonu tercja mała akordu tonicznego, stanowiącego zakończenie utworu utrzymanego w tonacji molowej (w wyniku czego brzmi  on jak akord durowy). Stosowanie w kompozycjach tercji pikardyjskiej, pozwalającej na uzyskanie efektu optymistycznego zakończenia utworu, było popularne w okresie baroku, szczególnie jako zakończenie fug minorowych. Często stosowana przez Bacha. Ten prosty środek harmoniczny był również wykorzystywany później, m.in. w estetyce socrealizmu przy zakończeniach pieśni masowych czy kantat panegirycznych (np. Kantata o Stalinie Aleksandra Aleksandrowa z 1938).